# Диспергатор (речовина)
Дисперга́тор (рос. диспергатор; англ. dispersing agent; dispersant, dispersion medium; нім. Dispergens n) — хімічний реагент, який перешкоджає злипанню частинок (молекул), наприклад парафіну, що випадають із нафти.